# Kimisagara (Sektor)
Kimisagara (Kinyarwanda Umurenge wa Kimisagara) ist einer von 10 Sektoren des Distrikts Nyarugenge in Kigali, Ruanda.

## Geographie
Der Sektor hat eine Fläche von 3,3 km². Der Sektor unterteilt sich in die drei Zellen Kamuhoza, Katabaro und Kimisagara. Nachbarsektoren sind im Norden Gatsata, im Nordosten Muhima, im Osten gitega, im Südosten Rwezamenyo, im Süden Nyakabanda und im Westen Kigali. Auf der Nordseite ist der Sektor vom Nyabugogo begrenzt, einem Zufluss des Nyabarongo. Im Südwesten liegt der Sektor am Hang des Mont Kigali.

## Bevölkerung
Nach Stand der Volkszählung von 2022 lag die Einwohnerzahl bei 56.534 und die Bevölkerungsdichte 17.065 Einwohner pro Quadratkilometer. Zehn Jahre zuvor waren es 46.753, was einem jährlichen Bevölkerungszuwachs von 1,9 Prozent zwischen 2012 und 2022 entspricht.

## Verkehr
Durch den Norden des Sektors verläuft in Ost-West-Richtung die Nationalstraße 1, auf die von Norden aus die Nationalstraße 3 trifft.

## Söhne und Töchter
- Olivier Kwizera (* 1995), Fußballer
- Olivier Uwingabire (* 1986), Fußballer[7]